# 14. Goya-gála
A 14. Goya-gála során az 1999-ben bemutatott spanyol filmeket értékelték. A jelölteket az Academy of Cinematographic Arts and Sciences of Spain választotta ki. A barcelonai L'Auditoriban tartott ceremóniát az Televisión Española közvetítette 2000. január 29-én, ez volt az első alkalom, hogy a díjátadót nem Madridban tartották. A műsor házigazdája Antonia San Juan volt. A gála során Antonio Isasi-Isasmendi kapta meg a tiszteletbeli Goya-díjat.

## Győztesek és jelöltek
A nyertesek félkövérrel jelölve.

### Fő díjak
| Legjobb film | Legjobb rendező |
| --- | --- |
| - Mindent anyámról - Magány - Hogyan beszélnek a lepkék? - Ha majd visszatérsz hozzám | - Pedro Almodóvar — Mindent anyámról - José Luis Cuerda — Hogyan beszélnek a lepkék? - Gracia Querejeta — Ha majd visszatérsz hozzám - Benito Zambrano — Magány                                                                         |
| Legjobb férfi főszereplő | Legjobb női főszereplő |
| - Francisco Rabal — Goya Bordeaux-ban - Fernando Fernán Gómez — Hogyan beszélnek a lepkék? - Jordi Mollà — Második bőr - Josep Maria Pou — Amic/Amat                                                         | - Cecilia Roth — Mindent anyámról - Ariadna Gil — Lágrimas negras - Carmen Maura — Lisszabon - Mercedes Sampietro — Ha majd visszatérsz hozzám                                                                                          |
| Legjobb férfi mellékszereplő | Legjobb női mellékszereplő |
| - Juan Diego — Párizs - Timbuktu - Álex Angulo — A nevetés halála - José Coronado — Goya Bordeaux-ban - Mario Gas — Amic/Amat                                                                                | - María Galiana — Magány - Candela Peña — Mindent anyámról - Adriana Ozores — Ha majd visszatérsz hozzám - Julieta Serrano — Ha majd visszatérsz hozzám                                                                                 |
| Legjobb eredeti forgatókönyv | Legjobb adaptált forgatókönyv |
| - Magány — Benito Zambrano - Mindent anyámról — Pedro Almodóvar - Ha majd visszatérsz hozzám — Manuel Gutiérrez Aragón, Elías Querejeta, Gracia Querejeta - Idegen virágok — Icíar Bollaín, Julio Llamazares | - Hogyan beszélnek a lepkék? — Rafael Azcona, José Luis Cuerda, Manuel Rivas - Amic/Amat — Josep Maria Benet i Jornet - Manolito Gafotas — Miguel Albaladejo, Elvira Lindo - Az ezredes úrnak nincs, aki írjon — Paz Alicia Garciadiego |
| Legjobb új színész | Legjobb új színésznő |
| - Carlos Álvarez-Nóvoa — Magány - Eduard Fernández — Los lobos de Washington - Manuel Lozano — Hogyan beszélnek a lepkék? - Luis Tosar — Idegen virágok                                                      | - Ana Fernández — Magány - Silvia Abascal — La fuente amarilla - María Botto — Celos - Antonia San Juan — Mindent anyámról |
| Legjobb iberoamerikai film | Legjobb európai film |
| - Az élet egy füttyszó — Kuba/Spanyolország - Világdaru — Argentína - Del olvido al no me acuerdo — Mexikó - Golpe de estadio — Kolumbia/Spanyolország                                                       | - Az élet szép — Olaszország - Macska-jaj — Franciaország/Németország - Dilisek vacsorája — Franciaország - Válságállapot — Franciaország                                                                                               |
| Legjobb új rendező | Legjobb animációs film |
| - Magány — Benito Zambrano - Vissza a jelenbe! — María Ripoll - Senki sem ismer senkit — Mateo Gil - A világ legcsúnyább asszonya — Miguel Bardem                                                            | - Goomer |

### Egyéb díjak
| Legjobb operatőr | Legjobb vágás |
| --- | --- |
| - Goya Bordeaux-ban — Vittorio Storaro - Mindent anyámról — Affonso Beato - Hogyan beszélnek a lepkék? — Javier G. Salmones - A meztelen Maya — Paco Femenia | - Mindent anyámról — José Salcedo - Magány — Fernando Pardo - Hogyan beszélnek a lepkék? — Ignacio Cayetano Rodriguez - Goya Bordeaux-ban — Julia Juaniz |
| Legjobb látványtervezés | Legjobb gyártásvezető |
| - Goya Bordeaux-ban — Pierre-Louis Thévenet - Hogyan beszélnek a lepkék? — Josep Rosell - Mindent anyámról — Antxón Gómez - A meztelen Maya — Luis Vallés | - Mindent anyámról — Esther García Rodríguez - Goya Bordeaux-ban — Carmen Martínez - Hogyan beszélnek a lepkék? — Emiliano Otegui - Magány — Eduardo Santana |
| Legjobb hang | Legjobb vizuális effektusok |
| - Mindent anyámról — José Bermúdez, Diego Garrido, Miguel Rejas - Magány — Carlos Faruolo, Patrick Ghislain, Jorge Marín - Hogyan beszélnek a lepkék? — Patrick Ghislain, Daniel Goldstein, Ricardo Steinberg - Goya Bordeaux-ban — Carlos Faruolo, Jaime Fernández, Alfonso Pino, Alfonso Raposo | - Senki sem ismer senkit — Raúl Romanillos, Manuel Horrillo, José Núñez - La ciudad de los prodigios — Reyes Abades, Hipólito Cantero, José María Aragonés - Goya Bordeaux-ban — Reyes Abades, Fabrizio Storaro - A világ legcsúnyább asszonya — Alejandro Álvarez, José Álvarez, David Martí, Reyes Abades |
| Legjobb jelmeztervezés | Legjobb smink |
| - Goya Bordeaux-ban — Pedro Moreno - Mindent anyámról — Sabine Daigeler, José María De Cossío - Hogyan beszélnek a lepkék? — Sonia Grande - A meztelen Maya — Franca Squarciapino | - Goya Bordeaux-ban — José Quetglás, Susana Sánchez, Blanca Sánchez - Hogyan beszélnek a lepkék? — Ana López Puigcerver, Teresa Rabal - Mindent anyámról — Jean-Jacques Puchu - A meztelen Maya — Lourdes Briones, Paillette, Manolo Carretero, Annie Marandin                                              |
| Legjobb rövidfilm | Legjobb rövid dokumentumfilm |
| - Siete cafés por semana - Back Room - Lencería de ocasión - Obsesión - El paraíso perdido | - Lalia - El olvido de la memoria - Positivo - Smoke City |
| Legjobb animációs rövidfilm | Legjobb eredeti filmzene |
| - Los girasoles - Animal - Podría ser peor - William Wilson | - Mindent anyámról — Alberto Iglesias - Ha majd visszatérsz hozzám — Ángel Illarramendi, Andrés Vázquez, Hugo Westerdahl, Gregorio Lozano - Hogyan beszélnek a lepkék? — Alejandro Amenábar - Magány — Antonio Meliveo                                                                                      |

## Fordítás
- Ez a szócikk részben vagy egészben  a(z)   14th Goya Awards című angol Wikipédia-szócikk fordításán alapul.  Az eredeti cikk szerkesztőit annak laptörténete sorolja fel. Ez a jelzés csupán a megfogalmazás eredetét és a szerzői jogokat jelzi, nem szolgál a cikkben szereplő információk forrásmegjelöléseként.